# Kerien
Kerien (en bretó Kerien-Boulvriag) és un municipi francès, situat a la regió de Bretanya, al departament de Costes del Nord. L'any 2004 tenia 218 habitants. Limita amb els municipis de Kerpert, Lanrivain, Maël-Pestivien i Magoar.

## Demografia
| 1962                                       | 1968 | 1975 | 1982 | 1990 | 1999 |
| ------------------------------------------ | ---- | ---- | ---- | ---- | ---- |
| 566                                        | 499  | 453  | 342  | 287  | 218  |
| Des de 1962: població sense dobles comptes |      |      |      |      |      |

## Administració
| Període   | Identitat        | Partit |
| --------- | ---------------- | ------ |
| 1995-2001 | Robert Georgelin |        |
| 2001-2008 | Robert Savean    |        |
| 2008-     | Claude Salomon   |        |